# Guldbaggegalan 1990
Den 25:e Guldbaggegalan, som belönade svenska filmer från 1989, hölls den 5 februari 1990.

## Vinnare
Vinnarna listas i fetstil.
| Bästa film                                         | Bästa regi                                                      |
| -------------------------------------------------- | --------------------------------------------------------------- |
| - Miraklet i Valby – Bo Christensen                | - Åke Sandgren – Miraklet i Valby                               |
| Bästa skådespelerska                               | Bästa skådespelare                                              |
| - Viveka Seldahl – S/Y Glädjen                     | - Stellan Skarsgård – Täcknamn Coq Rouge och Kvinnorna på taket |
| Bästa manuskript                                   | Bästa foto                                                      |
| - Stig Larsson och Åke Sandgren – Miraklet i Valby | - Göran Nilsson – Täcknamn Coq Rouge                            |
| Bästa utländska film                               | Kreativa insatser                                               |
| - En annan värld – Chris Menges                    | - Stefan Jarl - Björn Isfält och Per Åhlin – Resan till Melonia |